# Ūla
Ūla (w górnym biegu Pelesa; pol. hist. Uła; biał. Пеляса, Pielasa; ros. Пеляса, Pielasa) – rzeka płynąca przez Białoruś i Litwę, lewy dopływ Mereczanki. Ma 85 kilometrów długości. Źródło rzeki znajduje się na Białorusi w okolicy wsi Pielasa. Rzeka, na początku nosząca taką samą nazwę, płynie 20 km do granicy z Litwą, potem przez 4 km płynie na granicy litewsko-białoruskiej, następnie przez 61 km przez Litwę, gdzie na wysokości miejscowości Dubicze przyjmuje nazwę Ūla, by na koniec ujść do Mereczanki.
Powierzchnia zlewni rzeki obejmuje 752 km². Średni przepływ wody wynosi 5,58 m³/s.
Historycznie rzeka Uła, na krótkim odcinku zwana Dubówką, stanowiła jedno z dwóch ramion Kotry po jej wypływie z bagiennego jeziora Pelasa (zasilanego przez rzekę Pelasę zwaną w górnym biegu Przewożą). Po osuszeniu jeziora i skanalizowaniu Kotry doszło w tym rejonie do zmiany stosunków wodnych.